# Беглеви (Зеда-Сакара)
Беглеви (груз. ბეღლევი) — село в Грузии, на территории Зестафонского муниципалитета края (мхаре) Имеретия.

## География
Село находится в западной части Грузии, в долине реки Буджи, на расстоянии приблизительно 4 километров (по прямой) к северо-востоку от города Зестафони, административного центра муниципалитета. Абсолютная высота — 287 метров над уровнем моря.

## Население
По результатам официальной переписи населения 2014 года, в Беглеви проживало 167 человек (83 мужчины и 84 женщины). В национальной структуре населения грузины составляли 100 %.
| Год  | Население, человек |
| ---- | ------------------ |
| 2002 | 265                |
| 2014 | ↘ 167              |